# Morpho lucasi
Morpho lucasi är en fjärilsart som beskrevs av Le Moult 1931. Morpho lucasi ingår i släktet Morpho och familjen praktfjärilar. Inga underarter finns listade i Catalogue of Life.